# Adam Błaszczyk
Adam Błaszczyk (ur. 29 listopada 1882 w Pilicy, zm. 16 stycznia 1946 w Kielcach) – polski ksiądz katolicki, polityk, działacz społeczny, poseł na Sejm Rzeczypospolitej Polskiej III kadencji (1930–1935) z ramienia Stronnictwa Narodowego.

## Życiorys
Ukończył gimnazjum w Pińczowie i Radomiu oraz Wyższe Seminarium Duchowne w Kielcach i Akademię Duchownej w Petersburgu, gdzie uzyskał tytuł magistra filozofii.

### Kapłaństwo
Po otrzymaniu święceń kapłańskich w 1907 roku został wikariuszem w katedrze kieleckiej. W latach 1913–1917 proboszcz w Igołomi, pomiędzy 1930–1938 proboszcz i dziekan w Słomnikach oraz w latach 1939–1944 proboszcz parafii św. Wojciecha w Kielcach i do 1942 roku dziekan kielecki. Uhonorowany tytułem tajnego szambelana papieża Piusa XI oraz tytułem kanonika honorowego kieleckiego.

### Działalność społeczna
Pełnił funkcję prezesa i wiceprezesa w powstałym 12 listopada 1918 roku Związku Księży Diecezji Kieleckiej „Praca”, który miał przyczynić się do zaangażowania księży w życie społeczne. W 1919 r. był zastępcą posła z listy nr 4 w okręgu wyborczym nr 26 (Kielce). W latach 1918–1930 był redaktorem tygodnika „Ojczyzna” w Kielcach i działaczem Stronnictwa Narodowego. Został również prezesem Wydawnictwa „Jedność” i reaktywowanego Towarzystwa Rolniczego, które miało wspierać i organizować rolników. Zaangażowany był także w pomoc sierotom, wchodząc w skład Komitetu „Chleb głodnym dzieciom” oraz w działalność Komitetu Wojewódzkiego Pomocy Polskiej Młodzieży Akademickiej. Przewodził również kieleckiemu oddziałowi Towarzystwa Opieki nad Zwierzętami. W 1930 r. został wybrany posłem z listy nr 4, okręg wyborczy nr 20 (Kielce). Dążył do ograniczenia i marginalizacji udziału Żydów w handlu. W czasie swojego probostwa w Słomnikach prowadził działalność lokalnej Akcji Katolickiej i angażował parafian w pomoc krajom misyjnym, zakładając Koło Papieskiego Dzieła Rozkrzewiania Wiary oraz organizując pierwszy w Polsce pochód misyjny. Zbudował wtedy kaplicę Matki Boskiej Częstochowskiej. W 1944 został sparaliżowany i przebywał w Domu Księży Emerytów w Kielcach, gdzie zmarł. Został pochowany na cmentarzu Starym w Kielcach.